# Rabrovac
Rabrovac (Servisch cyrillisch Рабровац) is een plaats in de Servische gemeente Mladenovac. De plaats telt 1400 inwoners (2002).